# Margam Abbey
Margam Abbey (walisisch Abaty Margam) ist eine ehemalige Zisterzienserabtei bei Port Talbot im Neath Port Talbot County Borough in Wales. Die ehemalige Abteikirche ist heute die Gemeindekirche von Margam, einem Vorort von Port Talbot. Mit Ausnahme der Kirche von Holme Cultram Abbey ist sie die einzige noch genutzte Zisterzienserordenskirche aus dem Mittelalter in Großbritannien.

## Geschichte
In Margam bestand bereits im 11. Jahrhundert ein Kloster keltischer Mönche. Von den damaligen Holz- oder Flechtwerkgebäuden ist allerdings nichts erhalten. Das Zisterzienserkloster wurde 1147 von Robert, 1. Earl of Gloucester, einem unehelichen Sohn 
von König Heinrich I., gestiftet und reich mit Ländereien ausgestattet. Es war eine unmittelbare Tochter der Primarabtei Clairvaux. Von den Klöstern in Wales war es das reichste. Die Konversen verursachten dem Kloster mehrfach Schwierigkeiten, so wegen des Bierausschanks an sie im Jahr 1190. 1206 kam es zu einer Revolte der Laienbrüder. 1210 hielt sich König Johann Ohneland zweimal im Kloster auf, das er (wie nur noch Beaulieu Abbey) von der Steuerpflicht freistellte. Im frühen 15. Jahrhundert wurde das Kloster von der Rebellion von Owain Glyndŵr betroffen. 

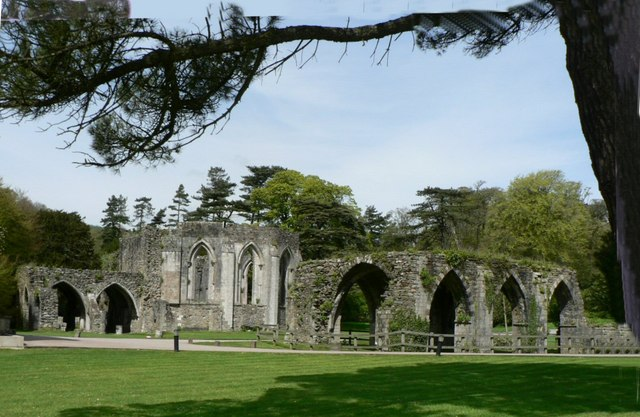
Die Ruine des Kapitelhauses

Unter Heinrich VIII. wurde die Abtei, die nur noch von acht Mönchen bewohnt war, 1536 aufgehoben. Rhys Mansel, der unter Heinrich VIII. zu Macht und Reichtum gekommen war, pachtete 1537 das Kloster und kaufte es 1540 schließlich. Mansel ließ einen Großteil des Klosters abbrechen ließ, nahe dem Kapitelhaus erbaute er ein großes, an die Konventgebäude angrenzendes Herrenhaus. Der Ostteil der Kirche wurde als Kutschenhaus genutzt, verfiel und wurde schließlich abgerissen. Der Westteil wurde ab 1542 als Gemeindekirche genutzt. Um 1630 verlegten die Mansels schließlich ihren Hauptwohnsitz von Oxwich Castle nach Margam Abbey. Nach dem Tod von Bussy Mansel, 4. Baron Mansel erbte schließlich dessen Neffe Thomas Talbot Margam Abbey, die so in den Besitz der Familie Talbot kam. In den 1770er Jahren ließ Thomas Mansel Talbot, der Sohn von Thomas Talbot, Penrice Castle auf der Halbinsel Gower als neuen Wohnsitz errichten. Das alte Herrenhaus von Margam Abbey ließ er dagegen 1787 abreißen. An der Stelle des alten Hauses ließ er bis 1793 nach Entwürfen von Anthony Keck eine prächtige Orangerie errichten, um seine umfangreiche Sammlung von Orangenbäumen und Antiquitäten unterzubringen. Die Kirche und die noch vorhandenen Klostergebäude jedoch wurden vernachlässigt, notwendige Reparaturen unterblieben. Vom alten Kapitelhaus, das als Kohlenlager genutzt wurde, wurde das Bleidach entfernt und durch ein einfaches Holzdach ersetzt. Das Gebäude verfiel, so dass 1799 in einem Sturm die das Gewölbe tragende Mittelsäule zusammenbrach. Als gegen Ende des 18. Jahrhunderts das südliche Seitenschiff der Kirche einsturzgefährdet war, ließ Talbot schließlich auf Bitten der Gemeinde ab 1805 die Kirche renovieren. Die Westfassade wurde fast völlig neu erbaut, allerdings wurde das Dach abgesenkt und der Dachreiter abgerissen, um den Blick auf die Orangerie zu verbessern. 1810 wurde die Restaurierung abgeschlossen.
Mit dem Bau des benachbarten neuen Margam Castle erhielt die Kirche wieder mehr Aufmerksamkeit durch die Familie Talbot. Anlässlich der Hochzeit von Christopher Rice Mansel Talbots Tochter Bertha 1866 wurde in der Kirche eine Orgel installiert. Der Sohn von Christopher Rice Mansel Talbot, Theodore, war ein Anhänger des Anglo-Katholizismus und ließ die Kirche mit einem neuen Altar, neuen Westfenstern und weiteren Verzierungen versehen.

## Bauten und Anlage
Von der ehemals 83 m langen Klosterkirche ist noch das 35 m lange Langhaus mit sechs Jochen und den Seitenschiffen aus dem 12. Jahrhundert erhalten. Die Seitenschiffe mit der Südwand der Kirche wurden 1805 auf alten Fundamenten neu errichtet. Die Westfassade wurde mehrfach verändert und im 19. Jahrhundert renoviert. Das reich verzierte Portal im normannischen Stil wurde um 1175 bis 1180 erbaut. Das Glas der drei Rundbogenfenster in der Westfassade wurden von Edward Burne-Jones entworfen und von William Morris gefertigt. 

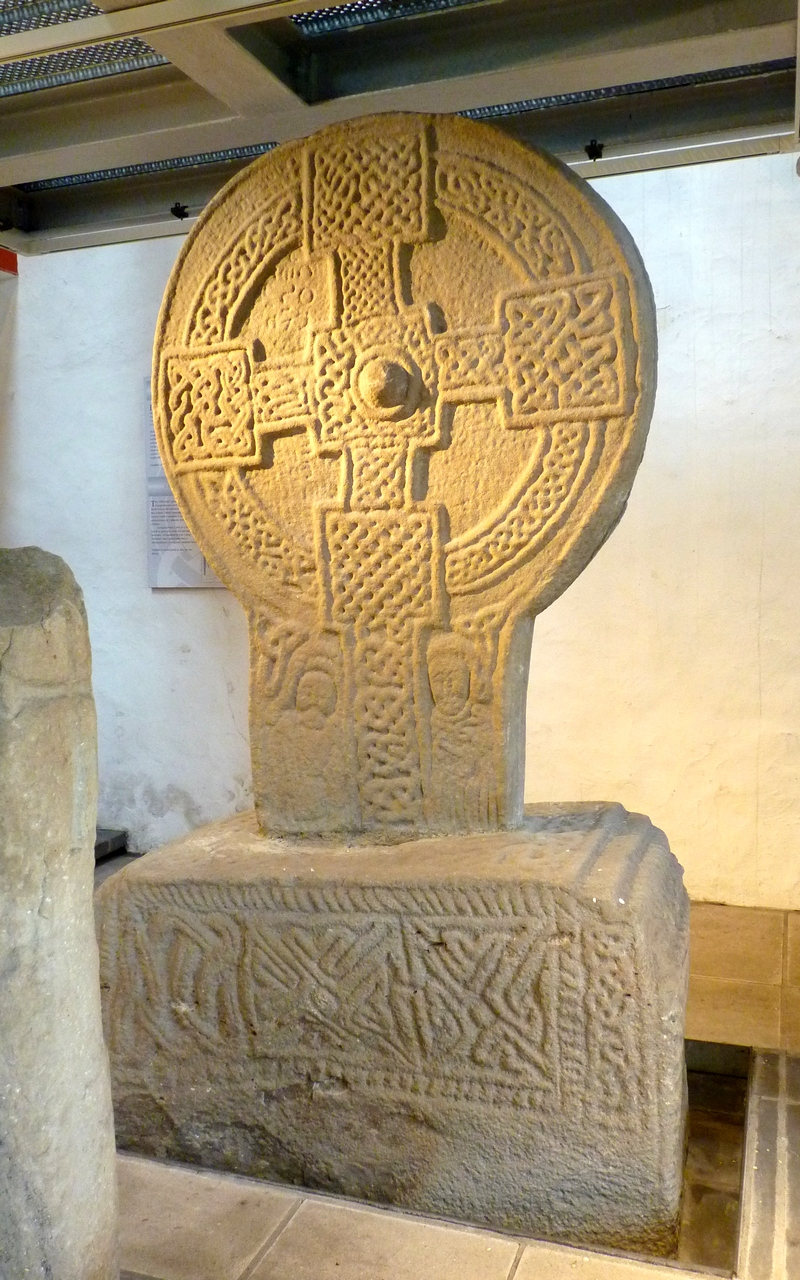
Conbelin Cross im Margam Stones Museum

Von den Klostergebäuden sind nur noch spärliche Überreste erhalten, auf dem Gelände befindet sich heute die Orangerie. Erhalten ist dach- und gewölbelose Ruine des gotischen, um 1200 erbauten zwölfeckigen Kapitelhauses südöstlich der Kirche. In der ehemaligen, am Kirchhof liegenden Klosterschule, eine der frühesten Klosterschulen in Wales, befindet sich das Margam Stones Museum, das gemeinsam mit Cadw betrieben wird. Das Gebäude wurde in den 1990er Jahren renoviert, das Museum zeigt 28 beschriftete oder eingravierte Steine, davon 27 aus der Römerzeit sowie einen Grabstein mit lateinischer Inschrift und einer Inschrift in Ogham aus dem 6. Jahrhundert sowie mehrere Keltenkreuze aus dem 10. und 11. Jahrhundert, darunter das fein gearbeitete Cynfelyn oder Conbelin Cross. Aus dem Mittelalter stammen mehrere Grabsteine von Äbten der Abtei sowie ein Epitaph für einen Ritter aus dem 14. Jahrhundert. 
Westlich der Kirche liegt ein nach mittelalterlichem Vorbild neu angelegter Knotengarten.